# Geunnam-myeon, Uljin-gun
Geunnam-myeon (koreanska: 근남면) är en socken i den östra delen av Sydkorea,  220 km öster om huvudstaden Seoul. Den ligger i kommunen Uljin-gun i provinsen Norra Gyeongsang. 